# Нельсон, Фрэнк
Фрэнк Тайер Нельсон (англ. Frank Thayer Nelson, 22 мая 1887 — 16 июля 1970) — американский легкоатлет, призёр Олимпийских игр.
Фрэнк Нельсон родился в 1887 году в Детройте. В 1912 году на Олимпийских играх в Стокгольме он завоевал серебряную медаль в прыжках с шестом, разделив второе место с соотечественником Марком Райтом. Также он принял участие в показательных соревнованиях по бейсболу, выступив при этом за команду Швеции (в связи с тем, что шведские бейсболисты сильно уступали американским, четверо американцев играло за команду Швеции).